# Will & Grace
Will & Grace ist eine US-amerikanische Sitcom, in der es vornehmlich um gesellschaftliche Aspekte der Homosexualität geht, die von 1998 bis 2006 und später von 2017 bis 2020 in insgesamt elf Staffeln vom Fernsehsender NBC produziert wurde. Im deutschsprachigen Raum wurden die Staffeln eins bis sieben von September 2001 bis 2005 auf ProSieben erstausgestrahlt, die achte Staffel erst ab Oktober 2008 auf Sat.1. Die Staffeln 9 bis 11 hat hingegen wieder ProSieben ausgestrahlt.
Anfang Januar 2017 gab NBC bekannt, dass eine sechzehnteilige neunte Staffel der Serie produzierte werde. Im Oktober 2017 wurde eine dreizehnteilige zehnte Staffel bestellt. Im Jahr 2018 stockte man die zehnte Staffel von dreizehn Folgen auf achtzehn auf. Im Mai 2018 bestellte man zudem auch noch eine elfte Staffel mit achtzehn Folgen, für den Zeitraum 2019–2020. Am 25. Juli 2019 gab der Sender NBC bekannt, dass die kommende elfte Staffel die letzte sein wird und somit das Serienende von Will & Grace.

## Handlung

### Vorgeschichte
Die Studenten Will Truman und Grace Adler lernen sich während ihres ersten Semesters an der Columbia University in New York City kennen und werden nur wenig später ein Paar. Obwohl Will von ihrem gemeinsamen Bekannten Jack McFarland dazu gedrängt wird, sich zu seiner verdrängten Homosexualität zu bekennen und sich endlich zu outen, verlobt das Paar sich wenig später. Dies bringt fatale Folgen mit sich: Noch während der Verlobungsfeier offenbart Will Grace, dass er homosexuell ist. Diese wirft ihn daraufhin aus dem Haus und beendet jeglichen Kontakt zu ihm. Erst als Grace und Will sich im Jahr darauf zufällig im Supermarkt begegnen, versöhnen sich beide wieder und sie beschließen, Freunde zu bleiben.

### Haupthandlung
Zu Beginn der Serie beschließt Grace, die mittlerweile als Innenarchitektin arbeitet und nach der geplatzten Hochzeit mit ihrem Freund Danny auf der Suche nach einer neuen Unterkunft ist, zu Will in dessen Apartment auf der Upper West Side zu ziehen. Trotz diverser Meinungsverschiedenheiten lernen die beiden, sich auch auf kleinstem Raum zu arrangieren und miteinander auszukommen.
Häufige Besucher im Haushalt der beiden sind sowohl Jack, der mittlerweile als Schauspieler arbeitet und später die Wohnung gegenüber bezieht, als auch Grace’ Assistentin, die alkohol- und tablettenabhängige Millionärsgattin Karen Walker.

## Figuren

### Will Truman
ist ein schwuler Rechtsanwalt mit Putzfimmel und ein Kontrollfreak. Er steht zwar zu seiner Homosexualität, zeigt diese aber nicht so offen wie Jack. Oft ist ihm Jacks Verhalten peinlich. In Staffel 9 kündigt er seinen Job als Rechtsanwalt und arbeitete an der Universität. In Staffel 10 verlobt er sich mit McCoy Whitman. Im Serienfinale zieht er mit Grace aus der gemeinsamen Wohnung aus, da beide Eltern eines Kindes werden.

### Grace Adler
ist Innenarchitektin und betreibt ein Büro im Puck Building namens Grace Adler Designs. Sie isst gerne und interessiert sich sehr für Mode. Oft kann sie sehr neurotisch und egoistisch sein. In Staffel 10 hat sie eine ernsthafte Beziehung mit Noah Broader. Im Serienfinale zieht sie mit Will aus der gemeinsamen Wohnung, da beide Eltern eines Kindes werden.

### Jack McFarland
ist Wills bester Freund und derjenige, der ihn einst dazu brachte, sich zu seiner Homosexualität zu bekennen. Er erfüllt so ziemlich jedes Klischee vom tuntigen Schwulen und verhält sich meist laut und überdreht. Er arbeitet nicht regelmäßig und hält sich selbst für einen begabten Sänger, Tänzer und Schauspieler. Jack hat einen erwachsenen Sohn und in Staffel 9 erfährt man, dass er auch Großvater ist. In Staffel 10 heiratet er seinen Freund Estefan.

### Karen Walker
ist Alkoholikerin, wirft gern mal eine „Glückspille“ von ihrem Apotheker ein und ist die ansonsten sorgenfreie Ehefrau des Millionärs Stan Walker. Sie „arbeitet“ in Grace' Büro, erscheint aber unregelmäßig und tut dann auch nichts, außer sich über Grace’ Geschmack, ihre Haare oder die Beziehung zu ihrem „Ehemann“ Will lustig zu machen. Grace beschäftigt sie nur wegen ihrer sozialen Kontakte zur High Society. Da auch sie sehr oberflächlich ist, versteht sie sich sehr gut mit Jack. Im Serienfinale versöhnt sie sich wieder mit Stan und er macht ihr einen erneuten Heiratsantrag.

### Rosario Salazar
ist Karens Hausmädchen. Sie stammt aus El Salvador und heiratet kurzzeitig Jack für ihre Green Card. Für Karen ist sie sehr wichtig, da sie ihr Paroli bietet und sich von ihr nichts sagen lässt. In Staffel 9 verstirbt sie.

## Besetzung und Synchronisation
Die deutsche Synchronisation entstand nach einem Dialogbuch und unter der Dialogregie von Axel Malzacher durch die Synchronfirmen Taurus Media Synchron GmbH in München (Staffel 1–4) und Arena Synchron GmbH in Berlin (Staffel 5–8).

### Hauptbesetzung
| Rolle             | Schauspieler     | Synchronsprecher   | Staffel |
| ----------------- | ---------------- | ------------------ | ------- |
| Will Truman       | Eric McCormack   | Florian Halm       | 1–11    |
| Grace Adler       | Debra Messing    | Christine Stichler | 1–11    |
| Jack McFarland    | Sean Hayes       | Axel Malzacher     | 1–11    |
| Karen Walker      | Megan Mullally   | Inez Günther       | 1–11    |
| Rosario Salazar ✝ | Shelley Morrison | Ilona Grandke      | 2–9     |

### Gastdarsteller
In fiktiven Rollen
| - Blythe Danner (als Marilyn Truman, Wills Mutter) - Sydney Pollack (als George Truman, Wills Vater) - Lesley Ann Warren (als Tina, Affäre von George Truman) - Debbie Reynolds (als Bobbi Adler, Grace’ Mutter) - Tim Bagley (als Larry, guter Freund von Will und Grace) - Jerry Levine (als Joe, Larrys Lebenspartner) - Michael Angarano (als Elliot, Jacks Sohn) - Rosie O’Donnell (als Elliots Mutter) - Leslie Jordan (als Beverley Leslie, Karens Nemesis) - Corey Parker (als Josh, Grace’ zeitweiliger Freund) - Gregory Hines (als Benjamin Doucette, Wills zeitweiliger Chef) - Patrick Dempsey (als Matthew Moshea, Wills zeitweiliger Freund) - Woody Harrelson (als Nathan, Grace’ zeitweiliger Freund) - Eileen Brennan (als Zandra, Jacks Schauspiellehrerin) - Dave Foley - Ellen DeGeneres - Demi Moore - Michael Douglas - Glenn Close - Harry Connick, Jr. (als Dr. Marvin „Leo“ Markus, Freund, Ehemann und Ex-Ehemann von Grace) - Tom Skerritt (als Dr. Jay Markus, Leos Vater) - Madonna - Macaulay Culkin | - Minnie Driver (als Lorraine Finster) - John Cleese (als Lyle Finster) - Tim Curry (als Marion Finster, Lyles Bruder) - Nicollette Sheridan - Mira Sorvino - Dylan McDermott - Sharon Osbourne - Jack Black - Sara Gilbert - Chloë Sevigny - Bobby Cannavale (als Vince D'Angelo, Wills Freund) - Kristin Davis - Lily Tomlin (als Margot, Wills Vorgesetzte) - Luke Perry - Stuart Townsend - Sharon Stone - Lee Majors - Alec Baldwin (als Malcolm Widmark) - Andy García - Matt Damon - Seth Green - Eric Stoltz - Richard Chamberlain - Jason Biggs | - Taye Diggs (als James Hanson, Wills Freund) - Shawn Christian - Britney Spears - Wanda Sykes - Miguel Ferrer - Gene Wilder (als Mr. Stein, Wills Chef) - Beau Bridges (als Jacks Stiefvater) - Joan Collins - Geena Davis - Edie Falco - Julian McMahon - Brandon Routh - Tracey Ullman - Peter Paige - Jeff Goldblum (als Scott Woolley) - Neil Patrick Harris - Edward Burns - Parker Posey (als Dorleen, Jacks Chefin bei Barneys New York) - Rip Torn - Sharon Osbourne |

Als sie selbst
| - Cher Staffel 3, Folge 7; Staffel 4, Folge 27 - Sandra Bernhard Staffel 3, Folge 12; Staffel 4, Folge 17 - Kevin Bacon Staffel 5, Folge 2; Staffel 8, Folge 23 - Elton John Staffel 5, Folge 10 - James Earl Jones Staffel 6, Folge 4 - Candice Bergen Staffel 6, Folge 9 - Barry Manilow Staffel 6, Folge 10 - Jennifer Lopez Staffel 6, Folgen 23, 24; Staffel 7, Folge 1; Staffel 9, Folge 13 | - Janet Jackson Staffel 7, Folge 2 - Rip Taylor Staffel 7, Folge 9 - Patti LuPone Staffel 7, Folge 15 - Matt Lauer Staffel 8, Folge 11 - Hall & Oates Staffel 8, Folge 15 - George Takei Staffel 8, Folge 18 - Josh Lucas Staffel 8, Folge 22 | - Katie Couric Staffel 5, Folge 8 - John Edward Staffel 6, Folge 17 - Rudy Galindo Staffel 1, Folge 11 - Deborah Harry Staffel 5, Folge 24 - Martina Navrátilová Staffel 3, Folge 8 - Bebe Neuwirth Staffel 6, Folge 19 - Al Roker Staffel 2, Folge 14 |

## Auszeichnungen
Im Laufe der acht Produktionsjahre der ersten Produktionsphase wurden die Sitcom, ihre Darsteller, Gastdarsteller und die Crew für insgesamt über 230 Preise nominiert, darunter für 83 Emmys und 27 Golden Globes. Eric McCormack, Debra Messing und Sean Hayes wurden mit je einem Emmy prämiert; Megan Mullally erhielt 2006 ihren zweiten Emmy für ihre Darstellung der Karen. Will & Grace gilt seitdem neben All in the Family und den Golden Girls als eine von nur drei Sitcoms, deren Hauptcharaktere allesamt mit einem Emmy ausgezeichnet wurden.
Hayes und Mullally halten mit je drei Screen Actors Guild Awards zudem den Rekord für die meist prämierten Schauspieler in den Kategorien Bester männlicher Fernsehdarsteller bzw. Beste weibliche Fernsehdarstellerin. Trotz mehr als zwei Dutzend Nominierungen konnte die Serie zwischen 2000 und 2006 keinen Golden Globe gewinnen.

### Gewonnen

#### Rose d’Or
- Bronze Rose – Sitcom / USA (2000)

#### Emmy Awards
- Beste Comedyserie (2000)
- Bester Nebendarsteller in einer Comedyserie – Sean Hayes (2000)
- Beste Nebendarstellerin in einer Comedyserie – Megan Mullally (2000, 2006)
- Bester Hauptdarsteller in einer Comedyserie – Eric McCormack (2001)
- Beste Regie in einer Multi-Kamera-Serie – Glenda Rovello (2001, 2002, 2003)
- Beste Kinematographie in einer Multi-Kamera-Serie – Tony Askins (2001, 2002, 2003, 2005)
- Beste Hauptdarstellerin in einer Comedyserie – Debra Messing (2003)
- Bester Gastdarsteller in einer Comedyserie – Gene Wilder (2003)
- Bester Gastdarsteller in einer Comedyserie – Bobby Cannavale (2005)
- Bester Gastdarsteller in einer Comedyserie – Leslie Jordan (2006)

## Trivia
- Nicollette Sheridan (Desperate Housewives, Agent 00 – Mit der Lizenz zum Totlachen) und Alexis Arquette (Letzte Ausfahrt Brooklyn) gehörten zu den Anwärterinnen auf die Rolle der Grace.
- Megan Mullally war gleichzeitig die Rolle der Carrie in King of Queens angeboten worden; sie schlug das Angebot jedoch zugunsten von Will & Grace aus.
- Stan, Karens Ehemann, war niemals „leibhaftig“ in der Serie zu sehen.
- Die ursprünglich geplante Rolle von Higgins, Wills Freund, wurde kurz vor Ausstrahlung der ersten Folge aus den Drehbüchern gestrichen.
- Die Serie spielt zwar in New York City, wurde jedoch ganz überwiegend in einem Studio in Hollywood gedreht. Neben einzelnen wiederkehrenden establishing shots (z. B. des Apartmenthauses am Riverside Drive, in dem Will wohnt, oder des Puck Building, wo Grace arbeitet) wurden nur in wenigen Episoden Außenaufnahmen in New York City gedreht (etwa in der Folge Acting Out aus der zweiten Staffel).
- In Staffel 8 wurden zwei Episoden (unter anderem die erste Folge) nicht nur wie üblich live vor Publikum gedreht, sondern sogar live gesendet. Da die USA sich über mehrere Zeitzonen erstrecken, wurden diese Live-Folgen zweimal im Abstand von drei Stunden aufgeführt; auf der entsprechenden DVD findet sich die „East Coast version“, welche die Ostküstenaufführung darstellt.
- 2002/2003 war Debra Messing mit ihrem Sohn schwanger, was in der Serie aber nicht erwähnt, sondern mit weiter Kleidung und Witzen über Esssucht kaschiert wird.
- Sean Hayes (Das Beste kommt zum Schluss, Soul Men), der den homosexuellen Jack spielt, ist auch im echten Leben schwul. Er bekannte sich erstmals 2010 öffentlich zu seiner Sexualität.[3] Zum Zeitpunkt seiner Bewerbung und des Drehs war diese Tatsache den Produzenten nicht bekannt.
- John Barrowman (Torchwood/Doctor Who, Arrow) sprach 1997 für die Hauptrolle des Will vor. Der schon damals offen schwule und bereits seit 1993 mit seinem heutigen Ehemann zusammenlebende Schauspieler erhielt nach mehreren erfolgreichen Recalls schließlich im sog. Producers’ Call (Produzenten haben das letzte Wort in der Schlussrunde gegen Eric McCormack) eine Absage mit der Begründung, er wirke „nicht schwul genug“ für die Rolle. Die Produzenten bevorzugten (im Fall von Hayes nur vermeintlich) heterosexuelle Darsteller, welche durch bewusst überzogene Darbietungen dem Klischee schwuler Männer stärker entsprachen.[4]
- Auch wehrten sich die Macher lange Zeit gegen die Aussage, Homosexualität sei ein Hauptthema der Serie. David Kohan gab an, die Serie Ellen habe zwar den Weg für Will & Grace geebnet, der Fokus habe sich dort jedoch von der reinen witzig-leichten Komödie zur Sendung mit gewissem Bildungsanspruch entwickelt. Die Comedy wolle er dagegen niemals aus den Augen verlieren, indem er sich kontroversen Themen wie dem gesellschaftlichen Umgang mit Homosexualität wenn überhaupt nur in kleinen Schritten nähere. Statt sich auf gesellschaftspolitisches Terrain zu begeben, wolle man sich dem Titel entsprechend ganz auf die „Liebesgeschichte“ zwischen Will und Grace konzentrieren.[5] Allerdings wird in der finalen Folge der zehnten Staffel (Jack's Big Gay Wedding) die berühmte Outing-Szene im Flughafen aus Ellen parodiert.
- Will & Grace wird in der Folge Meine Alex in der Serie Scrubs – Die Anfänger von Dr. Cox (John C. McGinley) als Beleidigung verwendet.
- Billie Lourd spielt in einer Folge Grace' Nichte Fiona. Lourds Großmutter Debbie Reynolds spielte zuvor bereits Grace' Mutter, somit also auch die Großmutter von Fiona.

## DVD-Veröffentlichungen
Die ersten 8 Staffeln wurden in deutscher Fassung zwischen 2007 und 2016 veröffentlicht. Vollständig auf DVD erschienen ist die Serie u. a. in den USA, Großbritannien, Frankreich, Deutschland, Schweiz, Italien und den Niederlanden. Die neunte Staffel erschien in deutscher Fassung am 18. Oktober 2018.